# Бакоор
Бакоор (тагальська: Lungsod ng Bacoor), — місто 1-го класу в провінції Кавіте, Філіппіни. Згідно з переписом населення 2020 року, його населення становить 664 625 осіб, що робить його 15-м за чисельністю населення містом на Філіппінах  і другим за величиною містом у провінції Кавіте після міста Дасмаріньяс. 

## Географія

#### Клімат
Згідно з системою класифікації клімату Кеппена, Бакур має клімат тропічної савани, який межує з тропічним мусонним кліматом (класифікація клімату Кеппена Aw/Am). Разом з рештою Філіппін, Бакур повністю знаходиться в тропіках. Його близькість до екватора означає, що діапазон температур дуже малий, рідко опускається нижче 20 °C (68 °F) і піднімається вище 38 °C (100 °F). Однак рівень вологості зазвичай дуже високий, що робить його набагато теплішим. Він має чіткий сухий сезон з кінця грудня по квітень і відносно тривалий вологий сезон, який охоплює решту періоду. Південно-західний мусон може відбуватися з червня по вересень і може викликати повені в деяких частинах міста.

## Населення
За переписом 2020 року населення Бакура становило 664 625 осіб  з щільністю 14 000 жителів на квадратний кілометр або 36 000 жителів на квадратну милю. Це друге за чисельністю населення місто в провінції після Дасмаріньяса.

## Галерея

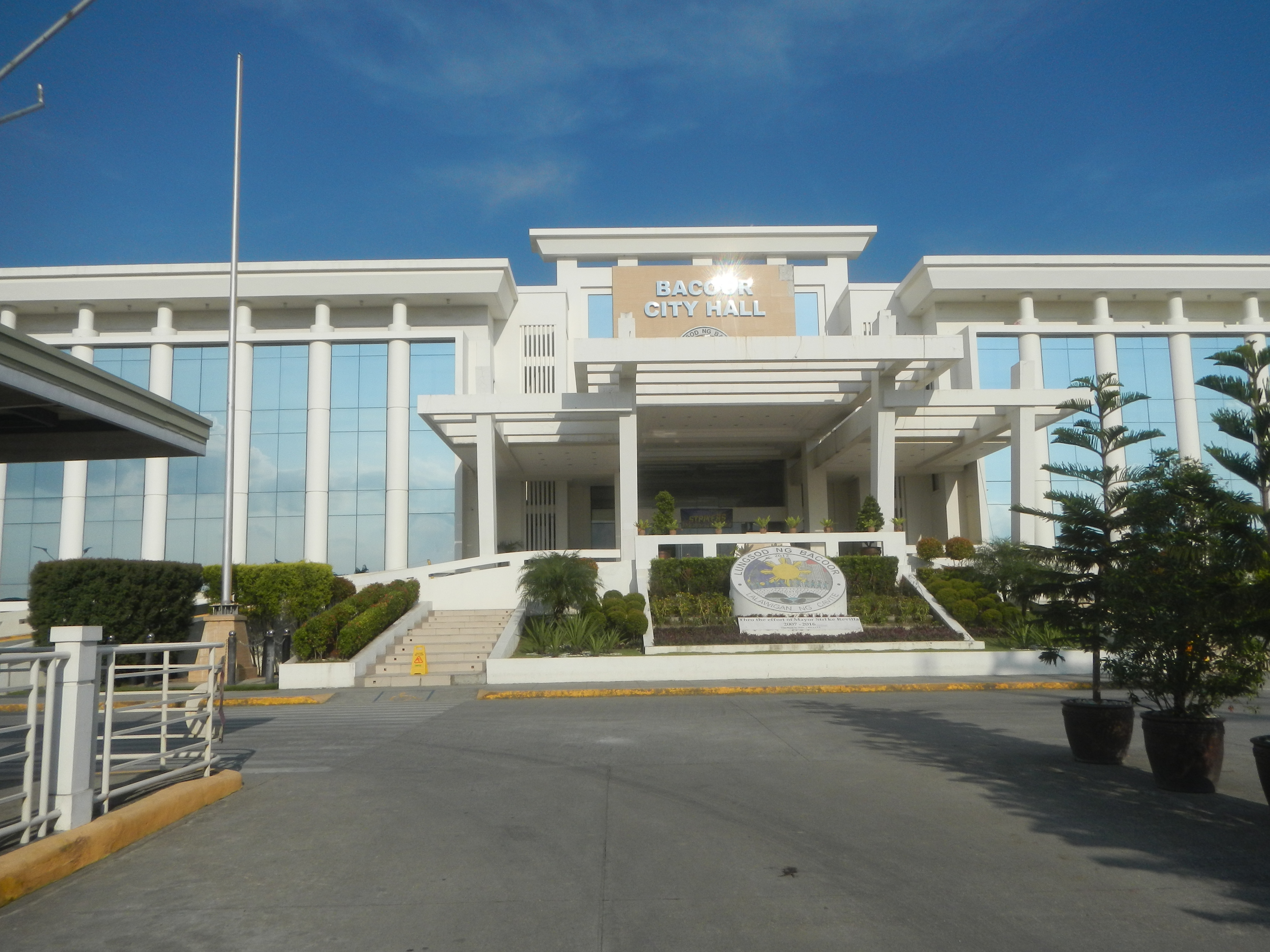
Мерія Бакоора
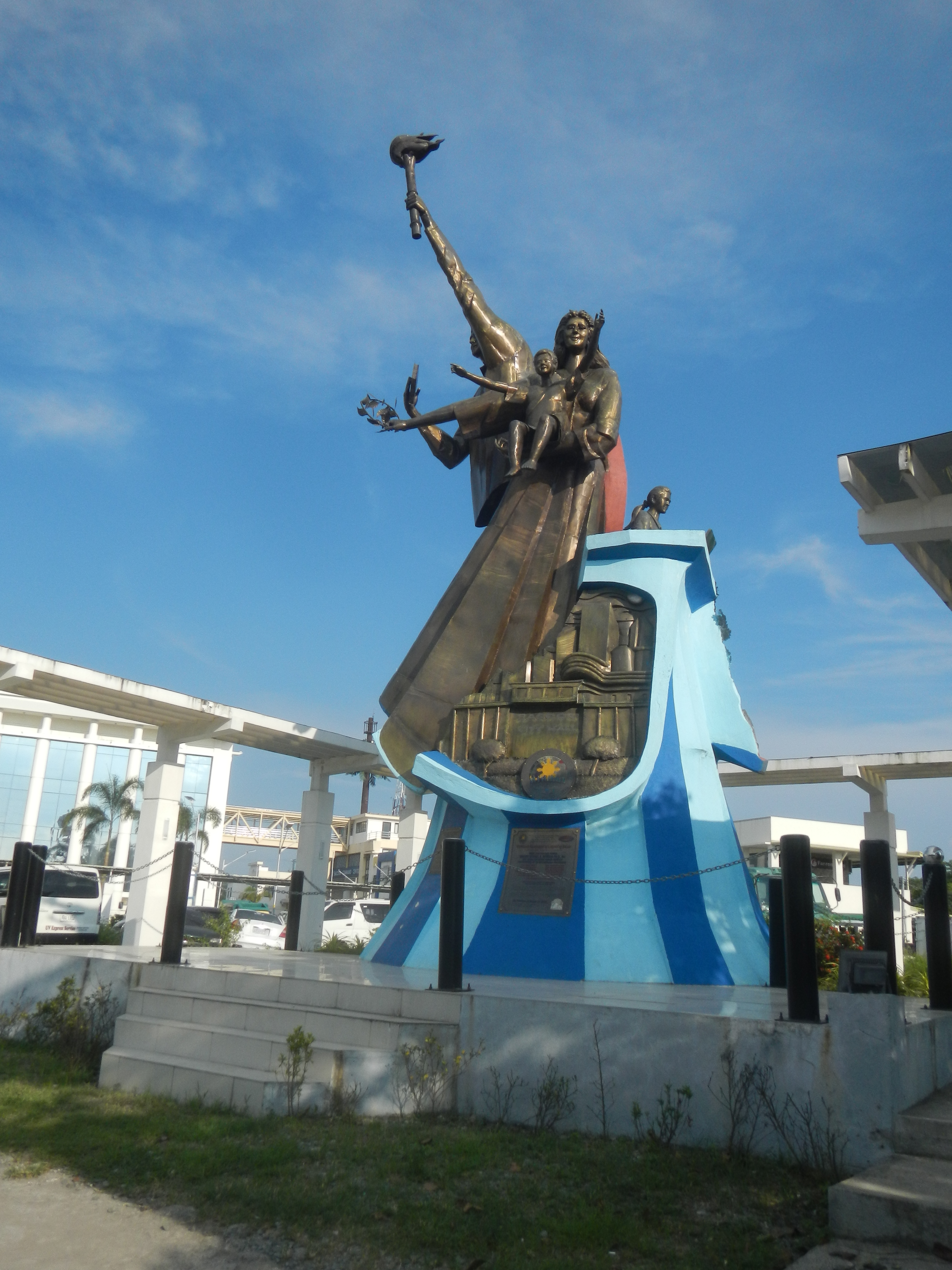
Монумент